# آلگماینه اس‌اس
آلگماینه اس‌اس (آلمانی: Allgemeine SS) پرعضوترین شاخه نیروهای شبه‌نظامی اس‌اس آلمان نازی بود.این سازمان رسماً در پاییز سال ۱۹۳۴ تشکیل شد.